# 大塚製薬工場
株式会社大塚製薬工場（おおつかせいやくこうじょう、英: Otsuka Pharmaceutical Factory, Inc.）は、国内最大手の輸液（点滴剤）メーカーであり、大塚製薬グループの母体企業である。
医薬品以外にも、病者用食品や医療機器事業も行っており、本社は大塚製薬グループ創業の地、徳島県鳴門市の鳴門工場内に置いている。

## 概要
大塚製薬、大鵬薬品工業、大塚化学などを設立した大塚グループの母体企業であり、約200社に及ぶ「大塚グループ」の源流企業である。大塚製薬工場が大塚製薬の親会社であったことから一般的に「大塚製薬」という名称が大塚製薬工場か大塚製薬株式会社の両方を意味するケースも多い。現在は純粋持株会社である大塚ホールディングスが設立されたため、その傘下に移行しており、他のグループ会社とは兄弟会社の関係にある。
企業名に「工場」とあるが、前述の通り大塚グループの製造子会社ではない。
輸液の国内シェアは50%を超えるトップシェアであり、中国やインド、東南アジア、中東、アフリカを始めとしたグローバル事業にも注力している。
また経口補水液OS-1（オーエスワン)の製造販売元でもある。
国内の主要な製造拠点は徳島県鳴門市及び松茂町、北海道釧路市、富山県射水市、営業本部組織は大塚グループ東京本社の所在する東京都千代田区神田司町二丁目9番地に置いている。

## 沿革
- 1921年 - 大塚武三郎によって、大塚製薬工業部（現：大塚製薬工場）が創立される。これが現在の大塚グループの始まりである。
- 1940年 - 大塚製薬工業部を大塚製薬工場に改称。
- 1946年 - 局方各種注射液の製造を開始。
- 1947年 - 大塚武三郎より大塚正士が経営権を継承。
- 1950年 - 有機化学部門を分離し、大塚化学薬品（後の大塚化学）を会社設立。
- 1953年 - オロナイン軟膏（現:オロナインH軟膏）を発売。大ヒット商品となる。
- 1964年 - 大塚製薬工場から四国以外の販売部門を分社化して大塚製薬株式会社を会社設立する。
- 1965年 - オロナミンCドリンクを発売。
- 1969年 - それまで個人商店だった大塚製薬工場を法人化、株式会社大塚製薬工場を会社設立。大塚正士、代表取締役社長に就任。
- 1974年 - PT大塚インドネシア設立。
- 1975年 - 大塚芳満、代表取締役社長に就任。
- 1976年 - 釧路工場操業を開始。
- 1977年 - アラブ大塚製薬設立。
- 1981年 - 中国大塚製薬有限公司（天津市）を会社設立。
- 1985年 - 大塚テクノ設立。
- 1986年 - 大塚明彦、代表取締役社長に就任。
- 1990年 - 松茂工場操業を開始。
- 1994年 - 大塚芳満、代表取締役社長に就任
- 1998年 - 小松喬一、代表取締役社長に就任。
- 1999年 - 大塚製薬創業者の大塚正士が大塚製薬工場の株式を大塚製薬に売却し大塚製薬の親会社から子会社となる。
- 2001年 - ウェルファイド株式会社（現:田辺三菱製薬株式会社）の輸液事業を譲受、富山工場発足。
- 2002年 - イーエヌ大塚製薬株式会社を設立。
- 2003年 - 輸液に関する全国の販売を大塚製薬より譲り受ける。ジェイ・オー・ファーマ設立。オロナイン軟膏発売50周年を迎え、オロナイン液を発売。
- 2004年 - 大塚一郎、代表取締役社長に就任。
- 2005年 - OS-1を全国発売。
- 2007年 - 蘇州大塚製薬有限公司を設立。
- 2008年 - 大塚ホールディングス株式会社設立。大塚グループの持株会社化に伴い大塚ホールディングス傘下へ移行。
- 2010年 - 大塚ホールディングス株式会社、東京証券取引所市場第1部に上場。
- 2011年 - ニュージーランドにダイアトランズ大塚株式会社を設立。
- 2014年 - 小笠原信一 代表取締役社長に就任。
- 2020年 - 「血液を工場で作る ～iPS細胞を応用した再生医療の産業化を目指して～」により、第2回日本オープンイノベーション大賞科学技術政策担当大臣賞受賞[2]。紺綬褒章受章[3]。

## 主な商品

### 医療用医薬品
- 大塚生食注（日本薬局方生理食塩液）
- 大塚蒸留水（日本薬局方注射用水）
- KN輸液（総合電解質液）
- 大塚糖液（日本薬局方ブドウ糖液）
- アートセレブ（脳脊髄手術用洗浄・灌流液）
- アミノトリパ（高カロリー輸液）
- アミノフリード（糖質・電解質・アミノ酸輸液）
- アミノレバン（点滴用・肝不全用アミノ酸製剤）
- イントラリポス（脂肪乳剤）
- エルネオパNF（総合ビタミン・微量元素配合高カロリー輸液）
- 塩化ナトリウム「オーツカ」
- サム（アシドーシス補正液）
- セファゾリンNa点滴静注用1gバッグ「オーツカ」
- ツインラインNF配合経腸用液（経腸栄養剤）
- トリパレン（高カロリー輸液）
- ネオパレン（総合ビタミン剤配合高カロリー輸液）
- ポタコール（糖質・電解質液）
- ビーフリード（ビタミンB1配合アミノ酸輸液）
- プラスアミノ（糖質・アミノ酸輸液）
- メイロン（炭酸水素ナトリウム）
- 各種プレフィルドシリンジ製剤
- ミキシッド（高カロリー輸液）
- ラクテック（乳酸リンゲル液）
- フィジオ140（1％ブドウ糖加酢酸リンゲル液）
- ビカネイト（重炭酸リンゲル液）
- ラコールNF配合経腸用液（経腸栄養剤）
- ラコールNF配合経腸用半固形剤（経腸栄養剤）
- イノラス配合経腸用液（経腸栄養剤）
- オラネジン消毒液（外皮用殺菌消毒薬）
- ボルベン（代用血漿剤）
- レバミピド錠100mg「オーツカ」（ムコスタのオーソライズドジェネリック）
- エネフリード（糖質・電解質・アミノ酸・脂肪・水溶性ビタミン輸液）

### 医療用食品
- OS-1【個別評価型病者用食品】(経口補水)
- OS-1ゼリー【個別評価型病者用食品】(経口補水)
- ハイネ（濃厚流動食品）
- ハイネゼリー（濃厚流動食品）
- ハイネゼリーアクア（濃厚流動食品）
- ハイネックスイーゲル（濃厚流動食品）
- ハイネックスリニュート（濃厚流動食品）
- ハイネックスイーゲルLC（濃厚流動食品）
- エンゲリード アップルゼリー【特別用途食品、高齢者用食品、そしゃく・えん下困難者用食品】（生菓子）
- エンゲリード ミニ【特別用途食品、高齢者用食品、そしゃく・えん下困難者用食品】（生菓子）
- ジー・エフ・オー（粉末清涼飲料）
- インナーパワー（栄養機能食品、粉末清涼飲料ゼリータイプ）

### 一般用医薬品
- オロナインH軟膏【第2類医薬品】（販売は大塚製薬）
- ウレパールプラス【第2類医薬品】（販売は大鵬薬品工業）かつては大塚製薬が販売元だった。
- 新ポリカイン【第2類医薬品】（販売は大鵬薬品工業）

### 一般用飲料
- オロナミンCドリンク（炭酸飲料、販売は大塚製薬）かつては大塚化学が販売元だった。

## 在籍した人物
- 松浦寿喜 - 武庫川女子大学生活環境学部教授

## 大塚グループ
- 大塚製薬#大塚グループを参照。

## 受賞
- 2020年 - 第2回日本オープンイノベーション大賞 科学技術政策担当大臣賞（血液を工場で作る～iPS細胞を応用した再生医療の産業化を目指して～）